# Зеленина, Александра
Александра Зеленина (род. 21 ноября 1986) — молдавская легкоатлетка, специалистка по прыжкам в длину и тройным прыжкам. Выступала на профессиональном уровне в 2003—2007 годах, победительница и призёрка ряда крупных международных турниров, многократная чемпионка Молдавии, участница чемпионата Европы в Гётеборге.

## Биография
Александра Зеленина родилась 21 ноября 1986 года в Бендерах, Молдавская ССР.
Впервые завила о себе в лёгкой атлетике на международном уровне в сезоне 2003 года, когда в составе молдавской сборной выступила в прыжках в длину и тройных прыжках на юношеском мировом первенстве в Шербруке. Помимо этого участвовала в Европейском юношеском олимпийском фестивале в Париже, в юниорском первенстве Балкан в Констанце, где выиграла серебряные медали в обеих дисциплинах.
В 2004 году в тройном прыжке стала третьей во Второй лиге Кубка Европы в Нови-Саде.
В 2005 году в прыжках в длину и тройных прыжках выиграла чемпионат Молдавии в Кишинёве, причём в прыжках в длину установила ныне действующий юниорский рекорд страны — 6,51 метра. Участвовала в юниорском европейском первенстве в Каунасе — в прыжках в длину в финал не вышла, тогда как в тройных прыжках стала шестой. Будучи студенткой, представляла Молдавию на Всемирной Универсиаде в Измире — в прыжках в длину не смогла выйти в финал, в тройных прыжках заняла итоговое 12-е место.
На чемпионате Молдавии 2006 года в Кишинёве вновь была лучшей в обеих дисциплинах. В тройных прыжках взяла бронзу на чемпионате Белоруссии в Бресте, в то время как на Мемориале Овсяника в Минске превзошла всех соперниц и установила личный рекорд — 13,91 метра. Принимала участие в чемпионате Европы в Гётеборге.
В 2007 году была пятой на чемпионате Балкан в помещении в Пирее, победила на чемпионате Молдавии в Кишинёве, стала бронзовой призёркой на международном турнире в Бухаресте. Во Второй лиге Кубка Европы в Зенице показала второй и первый результаты в прыжках в длину и тройных прыжках соответственно. В тройном прыжке заняла восьмое место на молодёжном европейском первенстве в Дебрецене. По окончании сезона завершила спортивную карьеру.